# Arthur Sack
Arthur Sack (* 1900; † 1964) war ein deutscher Landwirt, Autodidakt und Hobbyerfinder aus Machern, der versuchte, Flugscheiben zu entwickeln. Es gelang ihm, ein flugfähiges Modell zu entwickeln, das er 1939 in Leipzig-Mockau vorstellte.
Dieser erste Prototyp, genannt AS-1, erwies sich zwar als flugfähig, konnte aber nicht selbständig starten.
Später entwickelte er noch weitere Prototypen, bis hin zur AS-6, die jedoch auch alle schlechte Flugeigenschaften hatten.
Seine tatsächlich nachweisbaren Entwicklungen haben eine gewisse Relevanz für die Herausbildung des Mythos von den Reichsflugscheiben, denen jedoch perfekte Flugeigenschaften nachgesagt wurden.